# SM-sarja 1951/52
Die Saison 1951/52 war die 21. Spielzeit der finnischen Eishockey-Liga SM-sarja. Meister wurde zum insgesamt neunten Mal in der Vereinsgeschichte Ilves Tampere.

## Modus
Die Hauptrunde wurde in zwei Gruppen mit je fünf Mannschaften ausgetragen. Die beiden Gruppenersten qualifizierten sich für das Meisterschaftsfinale. Die beiden Zweitplatzierten trafen im Spiel um Platz 3 aufeinander. Für einen Sieg erhielt jede Mannschaft zwei Punkte, bei einem Unentschieden gab es einen Punkt und bei einer Niederlage null Punkte.

## Hauptrunde

### Gruppe A
|    | Klub          | Sp | S | U | N | Tore  | Punkte |
| -- | ------------- | -- | - | - | - | ----- | ------ |
| 1. | Ilves Tampere | 4  | 4 | 0 | 0 | 27:13 | 8      |
| 2. | HJK Helsinki  | 4  | 2 | 0 | 2 | 17:15 | 4      |
| 3. | TBK Tampere   | 4  | 2 | 0 | 2 | 15:13 | 4      |
| 4. | HIFK Helsinki | 4  | 1 | 0 | 3 | 18:20 | 2      |
| 5. | Pyrkivä Turku | 4  | 1 | 0 | 3 | 5:21  | 2      |

Sp = Spiele, S = Siege, U = Unentschieden, N = Niederlagen

### Gruppe B
|    | Klub              | Sp | S | U | N | Tore  | Punkte |
| -- | ----------------- | -- | - | - | - | ----- | ------ |
| 1. | HPK Hämeenlinna   | 4  | 4 | 0 | 0 | 23:3  | 8      |
| 2. | Tarmo Hämeenlinna | 4  | 3 | 0 | 1 | 32:8  | 6      |
| 3. | Lukko Rauma       | 4  | 1 | 1 | 2 | 14:25 | 3      |
| 4. | Karhu-Kissat      | 4  | 1 | 0 | 3 | 10:14 | 2      |
| 5. | KIF Helsinki      | 4  | 0 | 1 | 3 | 8:37  | 1      |

Sp = Spiele, S = Siege, U = Unentschieden, N = Niederlagen

## Spiel um Platz 3
- HJK Helsinki – Tarmo Hämeenlinna 3:8/1:7

## Finale
- HPK Hämeenlinna – Ilves Tampere 1:6/3:4